# Brill
Brill — нідерландське наукове видавництво. Засноване 1683 року в Лейдені, Нідерланди як книгарня і друкарня родини Лухтман. Після 1848 року викуплена Евертом Яном Бріллом, який зосередився на видавничій діяльності. Має офіси в Лейдені, Бостоні, Падерборні й Сінгапурі. Одне з провідних видавництв світу, що спеціалізується в галузі гуманітарних наук (теологія, філософія, релігієзнавство, бібліїстика, історія, археологія, мистецтво, архітектура, філологія, краєзнавчі студії — американістика, орієнталістика, славістика, арабістика тощо), а також юриспруденції (міжнародне право, міжнародні відносини, права людини) й природничих наук (біологія, фізика, хімія). Щорічно видає до 1200 книг і 275 журналів. Підтримує тісні контакти із Лейденським університетом. Також — Brill Publishers, Brill Academic Publishers, BRILL.

## Історія

### Rodopi
1 січня 2014 Brill придбала видавничу компанію Rodopi.
Rodopi була заснована в 1966 в Амстердамі, і мала офіси в Нідерландах та США. Їм'я запозичено від гір Родопи в Болгарії, які утворюють кордон з північчю Греції.